# Слепцова, Светлана Юрьевна
Светла́на Ю́рьевна Слепцо́ва (род. 31 июля 1986, Ханты-Мансийск, Тюменская область) — российская биатлонистка, олимпийская чемпионка 2010 года в эстафете, чемпионка мира 2009 года в эстафете, заслуженный мастер спорта России. Бронзовый призёр чемпионата мира-2008 в смешанной эстафете, шестикратная победительница этапов Кубка мира, шестикратная чемпионка России, трёхкратная чемпионка мира среди юниоров, двукратная чемпионка Европы среди юниоров, кавалер ордена Дружбы, лауреат премии Biathlon Award-2008 в номинации «Лучший новичок года», почётный житель города Ханты-Мансийска.
В биатлон пришла в 1996 году. В сборной России дебютировала в сезоне 2006/07. Личный тренер с 2006 года — Валерий Захаров.

## Биография

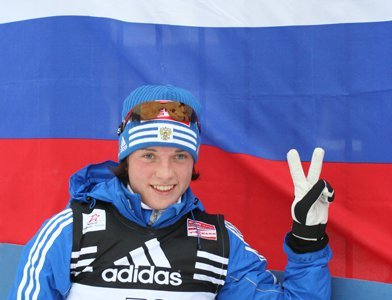
Светлана Слепцова в сезоне 2008/09

Светлана родилась 31 июля 1986 года в Ханты-Мансийске в семье медика Елены Викторовны и пилота Юрия Олеговича и стала второй дочерью в семье. Старшая сестра, Ольга, работает медсестрой.
До начала занятий биатлоном пробовала свои силы в боксе, карате и бальных танцах. Биатлоном начала заниматься в 1996 году, попав в профильную секцию средней городской школы «Центра лыжного спорта» к тренеру Александру Корчаку, однако значительных успехов поначалу не добилась. Слепцова регулярно участвовала в школьных, региональных, затем российских чемпионатах по биатлону среди юниоров. Первую победу одержала в 2001 году во Всероссийских юношеских соревнованиях на приз Аркадия Стрепетова. С 2006 года выступала за ШВСМ-2, c 2008 года представляет ЦСКА. С 2007 года выступает в основной сборной.
Тренировки отнимали много времени от учёбы, школу Слепцова окончила с тройками, однако в 2002 году она сумела поступить в Институт спорта и туризма Югорского государственного университета. В 2008 году окончила Югорский государственный университет по специальности «тренер-преподаватель», а в 2010 году — по специальности «Государственное и муниципальное управление».
Хобби — теннис, музыка, автомобили. После окончания карьеры надеется открыть собственный ресторан в Ханты-Мансийске.

## Спортивная карьера

### Выступления на юниорских международных соревнованиях
На юниорском уровне Светлана достигла больших успехов. В 2005 году она увезла с чемпионата мира полный комплект медалей: золото в индивидуальной гонке, серебро в преследовании и бронзу в эстафете. Через год чемпионат мира принёс россиянке лишь ещё одну бронзу за эстафетную гонку. Мировое первенство 2007 года подарило Светлане золото в спринте и преследовании. В том же сезоне Слепцова выиграла на юниорском чемпионате Европы два золота (преследование и спринт), серебро (эстафета) и бронзу (индивидуальная гонка).

### Сезон 2006/2007
В кубке мира дебютировала 17 января 2007 года — в спринтерской гонке (проходившей в рамках 6-го этапа Кубка мира 2006—2007) в словенской Поклюке, показав 35-й результат (и 4-й (из 7) среди российских спортсменок). Она проиграла победительнице, шведке Анне Карин Улофссон свыше двух минут, допустив при этом один промах. В гонке преследования опустилась на 8 позиций, в конечном счете отстав от занявшей первое место немки Кати Вильхельм почти на 7 минут и допустив при этом 6 промахов.
В спринтерской гонке, проходившей в рамках 7-го этапа Кубка мира в финском Лахти, заняла 33-е место, которое разделила с норвежкой Гунн Маргит Андреассен. Отстала от победительницы, немки Мартины Глагов, на минуту и 50 секунд, допустив один промах. В гонке преследования заняла 20-е место, заработав свои первые кубковые очки. Допустила 2 промаха, от вновь ставшей первой Глагов отстала на 2 минуты и 36 секунд.
В спринте, прошедшем на следующем этапе Кубка мира в норвежском Хольменколлене, Светлана заняла 29-е место, отстав от победительницы, немки Андреа Хенкель, на 1 минуту и 47 секунд и допустив при этом 2 промаха. В гонке преследования поднялась на 10 позиций, отстав от занявшей первую позицию немецкой спортсменки Магдалены Нойнер более чем на 3 минуты и допустив 4 неточных выстрела.
В спринте, прошедшем в рамках девятого этапа Кубка мира в Ханты-Мансийске, с тремя промахами заняла 26-е место, проиграв Нойнер, ставшей первой и в этой гонке, 2 минуты и 23 секунды. В гонке преследования заняла 16-ю позицию, отстав от сохранившей за собой первое место Магдалены Нойнер почти на 3 минуты и допустив 4 промаха.
Итогом дебюта в гонках Кубка мира стало 55-е место в общем зачете с 45 набранными очками.

### Сезон 2007/2008
В индивидуальной гонке, прошедшей в финском Контиолахти, и ставшей открытием нового розыгрыша Кубка мира, Светлана заняла девятое место, допустив 2 промаха и отстав от ставшей первой немки Мартины Глагов более чем на 2 минуты. В спринте спортсменка с одним промахом заняла 15 место, отстав от вновь занявшей первое место Глагов более чем на 30 секунд, однако по скорости результат Слепцовой был на уровне тройки призёров. В гонке преследования Светлана с четырьмя промахами поднялась на 9 позицию, проиграв победительнице, норвежке Туре Бергер 1 минуту и 47,7 секунды.
В спринте на втором этапе Кубка мира, прошедшем в австрийском Хохфильцене, Светлана, отстреляв без промахов, заняла седьмое место, отстав от поднявшейся на верхнюю ступень пьедестала почета француженки Сандрин Байи на 56,7 секунды. В пасьюте она с пятью промахами опустилась на 20 позиций, отстав от сохранившей за собой первое место Байи на 2 с половиной минуты.9 декабря 2007 года состоялся дебют Светланы в эстафете на этапах Кубка мира. Она выступала на первом этапе, на огневых рубежах потратила один дополнительный патрон и уступила лидерам этапа — сборной Германии — 12,5 секунд, передав эстафету второй. Сборная России (Слепцова, Анисимова, Моисеева, Юрьева) в конечном счете осталась на втором месте, уступив сохранившим лидерство немкам.
В индивидуальной гонке, открывавшей третий этап Кубка мира по биатлону в словенской Поклюке, по решению тренерского штаба не участвовала. В спринте с двумя промахами, которые были обусловлены сильным ветром, она заняла десятое место, уступив лидеру, Сандрин Байи, 55,4 секунды, при этом до последнего претендовала на место на подиуме. В эстафете она выступила на первом этапе, использовала 1 дополнительный патрон и первой пришла к финишу своего этапа, опередив ближайших преследовательниц — немок — на 0,4 секунды. Сборная России (Слепцова, Неупокоева, Гусева, Юрьева) вновь завоевала серебро, уступив сборной Германии.
В эстафете в рамках 4-го этапа Кубка мира 2007—2008, проходившего в немецком Оберхофе, Светлана использовала один дополнительный патрон и первой пришла к финишу своего этапа, опередив ближайших преследовательниц — француженок— на 7,2 секунды. Сборная России (Слепцова, Неупокоева, Моисеева, Гусева) по итогам гонки заняла третье место, уступив лидерам — сборной Германии. На подиум в личной гонке Светлана впервые поднялась 5 января 2008 года — в спринтерской гонке она заняла второе место, отстав от победительницы, норвежки Туры Бергер, на 5,5 секунды и допустив при этом 2 промаха. В масс-старте не участвовала по решению тренеров.
В эстафете в рамках 5-го этапа Кубка мира, проходившего в немецком Рупольдинге, Слепцова на первой стрельбе своего этапа использовала 3 дополнительных патрона, а на второй, не сумев закрыть все мишени, ушла на штрафной круг. На финише первого этапа Слепцова показала двенадцатый результат, отстав от промежуточных лидеров, норвежек, более чем на минуту. Сборная России (Слепцова, Анисимова, Юрьева, Гусева) заняла третье место, уступив завершившей гонку на первом месте сборной Германии минуту и 16 секунд. 11 января 2008 года в спринте спортсменка заняла вторую позицию, однако позже, в связи с дисквалификацией занявшей первое место финской спортсменки Кайсы Варис, она ненадолго была признана победительницей гонки. В 2014 году это решение было отменено Кайса Варис вернула себе  первое место. В этой гонке Слепцова опередила финишировавшую третьей шведку Хелену Юнссон на 18,3 секунды, отстреляв без промахов. Слепцова осталась довольна своим самочувствием и скоростью лыжного хода. В гонке преследования финишировала десятой с тремя промахами, отстав от победительницы, норвежки Сольвейг Ругстад на 53,4 секунды. Причина такого результата, по мнению самой спортсменки, заключалась в её плохом самочувствии и плохой подготовке лыж.
В спринте на 6-м этапе Кубка мира, проходившем в итальянской Антерсельве, Светлана заняла третье место, не допустив ни одного промаха и отстав от лидера, немки Кати Вильхельм на 26,9 секунды, показав хорошую скорость лыжного хода, однако, по мнению Александра Тихонова, она могла бы претендовать на «серебро», если бы не лыжная палка, выбитая соперницей на одном из подъёмов. В пасьюте, допустив 2 промаха, поднялась на вторую позицию, уступив занявшей первое место немке Андреа Хенкель 33,4 секунды. Промахи, по мнению Александра Селифонова, были обусловлены нехваткой опыта и излишним волнением. В масс-старте с 3 промахами заняла восемнадцатую позицию, уступив победительнице гонки, немке Андреа Хенкель, более 2 минут.
В спринте на чемпионате мира, проходившем в шведском Эстерсунде, Слепцова заняла шестую позицию, допустив один промах и отстав от лидера, немки Андреа Хенкель, на 35,6 секунды. В гонке преследования Светлана с тремя промахами опустилась на восьмую позицию, проиграв сохранившей первое место Хенкель более 2 минут. В составе смешанной эстафеты (Слепцова, Неупокоева, Круглов, Ярошенко) Светлана завоевала бронзовую медаль, уступив сборной Германии. Слепцова завершила свой этап на первом месте, не допустив ни одного промаха и опередив пришедших вторыми итальянцев на 10,2 секунды. В масс-старте Светлана заняла семнадцатое место, промахнувшись дважды. Отставание от лидера, немки Магдалены Нойнер, составило 1 минуту и 46 секунд. В эстафете сборная России (Слепцова, Ахатова, Моисеева, Юрьева) заняла четвертую позицию, уступив немкам. Слепцова, выступавшая на первом этапе, использовала один дополнительный патрон и отстала от лидировавших итальянок на 21,3 секунды.
В спринтерской гонке в рамках 8-го этапа Кубка мира, прошедшего в российском Ханты-Мансийске, Светлана с тремя промахами заняла лишь 34-ю позицию, проиграв ставшей первой немке Магдалене Нойнер более 2 минут. По мнению самой спортсменки, отставание было вызвано в основном низкой скоростью лыжного хода, в особенности на последнем круге дистанции. Промахи, допущенные на последнем огневом рубеже, не были обусловлены объективными причинами. В гонке преследования участия не принимала. В масс-старте заняла третье место, допустив 3 промаха и уступив победительнице, немке Катрин Хитцер 33,3 секунды.
На последнем этапе Кубка мира, прошедшем в норвежском Хольменколлене, Светлана одержала две победы. В спринте она с одним промахом опередила занявшую второе место норвежку Туру Бергер на 7,4 секунды. Со штрафного круга ушла с лучшим временем. Погодные условия были тяжелыми, так как снег на трассе был влажным, было трудно бежать. По словам спортсменки, победа стала для неё неожиданностью. Она осталась довольна своим самочувствием. В гонке преследования, так же допустив один промах, обошла немку Кати Вильхельм на 27,7 секунды. Второе «золото» подряд стало для неё сюрпризом. В масс-старте не участвовала из-за плохого самочувствия.
Итогом сезона стало 8-е место в общем зачёте Кубка мира и 579 набранных очков.

### Сезон 2008/2009
В индивидуальной гонке, которая открывала в шведском Эстерсунде женский розыгрыш Кубка мира по биатлону сезона 2008—2009, Слепцова с пятью промахами заняла 18-е место, отстав от победительницы, шведки Хелены Юнссон, на 3 минуты и 37 секунд, но в то же время показав лучший результат среди всех участниц по скорости лыжного хода и 8-й — по скорости стрельбы. В спринте Светлана допустила ошибку на последнем огневом рубеже и заняла пятую позицию, отстав от завоевавшей первое место китаянки Ван Чунли на 11,6 секунды. По мнению самой Светланы, погодные условия были тяжелыми, во время старта пошёл свежий снег, несколько изменивший работу лыж на подъёме. После гонки она ощущала сильную усталость. В гонке преследования Светлана на финишной прямой в борьбе за третье место обошла двух немецких спортсменок — Кати Вильхельм и Андреа Хенкель, заняв третью позицию (после дисквалификации Екатерины Юрьевой она переместилась на вторую строчку итогового протокола) и с тремя промахами уступив ставшей первой Мартине Бек 29,2 секунды. Она показала лучший бег среди всех стартовавших биатлонисток, идя основную часть гонки наравне с соперницами, но увеличив скорость на последнем круге. По словам самой спортсменки, на пристрелке чувствовался дискомфорт, однако перед стартом туман начал рассеиваться. Первый огневой рубеж был пройден чисто. На втором рубеже сначала выпал патрон из обоймы, затем произошла осечка. На третьем рубеже патроны так же выпадали из обоймы, поэтому их приходилось перезаряжать вручную. Финишировала Светлана, по собственным словам, уверенно.
В спринте на втором этапе Кубка мира, прошедшем в австрийском Хохфильцене, Светлана заняла 2 место, допустив 2 промаха и отстав от ставшей первой немки Симоны Хаусвальд на 14,1 секунды. По окончании гонки Слепцова стала лидером малого спринтерского зачёта и второй в генеральной классификации. Сама спортсменка осталась довольна своим функциональным состоянием и выбором лыж, но была разочарована неудачами в стрельбе. По её мнению, один из двух промахов она сделала, потому что поторопилась и не успела прицелиться, а второй случился потому, что при попытке успокоиться её затрясло. В гонке преследования спортсменка с 4 промахами заняла вторую позицию, уступив представительнице Германии Мартине Бек 18,3 секунды. Результаты россиянок в эстафете впоследствии были аннулированы IBU из-за дисквалификации Екатерины Юрьевой и Альбины Ахатовой.
В индивидуальной гонке, прошедшей в рамках третьего этапа Кубка мира так же в Хохфильцене, Светлана с 2 промахами заняла 2 позицию, уступив победительнице, румынке Еве Тофалви 32,4 секунды. Промах на первом рубеже, по мнению самой Слепцовой, произошёл из-за того, что она не смогла полностью сконцентрироваться на стрельбе из-за шума трибун и слегка «зацелила» выстрел. После гонки спортсменка ощущала сильную усталость, а из-за плохой погоды лыжи скользили значительно хуже, чем обычно. После этой гонки Слепцова вышла в лидеры общего зачета Кубка мира. В спринте Слепцова победила, допустив 1 промах и опередив ближайшую преследовательницу, украинку Виту Семеренко, на 16,6 секунды. Результаты россиянок в эстафете впоследствии были аннулированы IBU из-за дисквалификации Екатерины Юрьевой и Альбины Ахатовой.
В спринтерской гонке на четвёртом этапе Кубка мира, прошедшем в немецком Оберхофе, Слепцова заняла 7 место, допустив 1 промах и уступив победительнице, немке Андреа Хенкель, 25,5 секунды. В масс-старте она с одним промахом заняла 5 позицию, отстав от ставшей первой немки Кати Вильхельм на 23,5 секунды. Результаты россиянок в эстафете впоследствии были аннулированы IBU из-за дисквалификации Екатерины Юрьевой и Альбины Ахатовой.
В спринте на 5 этапе Кубка мира, прошедшем в немецком Рупольдинге, Светлана заняла 5 место, допустив 1 промах и отстав от занявшей первое место немки Магдалены Нойнер 32,2 секунды. В пасьюте она поднялась на 4 место, с 4 промахами проиграв сохранившей первую позицию Нойнер 32,5 секунды. В эстафете не выступала из-за травмы руки и накопившейся за прошедшие 4 этапа усталости.
Шестой этап Кубка Мира в итальянском Антхольце пропустила из-за бронхита.
В спринте на чемпионате мира в южнокорейском Пхенчхане Слепцова заняла 36 место, допустив 2 ошибки на огневом рубеже и уступив победительнице, немке Кати Вильхельм, свыше 2 минут. В гонке преследования она поднялась на 28 позицию, допустив 6 промахов. Отставание от занявшей первое место шведки Хелены Юнссон — более трех с половиной минут. В смешанной эстафете сборная России (Слепцова, Зайцева, Черезов, Чудов) стала пятой, чемпионами мира стали французы. Светлана стартовала на первом этапе, использовала 3 дополнительных патрона и пришла к финишу своего этапа на восьмом месте, уступив норвежцам 58,6 секунды. В эстафете сборная России (Слепцова, Булыгина, Медведцева, Зайцева) завоевала золотые медали, опередив ближайших преследовательниц — сборную Германии — больше чем на минуту. Слепцова стартовала на первом этапе и передала эстафету второй, использовав 2 дополнительных патрона и уступив француженкам 16 секунд. В масс-старте с четырьмя промахами стала девятнадцатой, отстав от занявшей первое место соотечественницы Ольги Зайцевой более чем на 2 минуты.
В индивидуальной гонке на седьмом этапе Кубка мира, прошедшем в канадском Уистлер-Блэккомбе, Светлана заняла 25 место, допустив 4 промаха и уступив победительнице, немке Симоне Хаусвальд, более четырёх минут. В спринте она с двумя промахами стала 23-й, отстав от занявшей первое место шведки Хелены Юнссон на минуту. В эстафете сборная России (Слепцова, Булыгина, Медведцева, Зайцева) заняла третье место, победу одержали немки. Слепцова выступила на первом этапе. Она использовала 5 дополнительных патронов и передала эстафету четвёртой, уступив немке Кати Вильхельм 46,9 секунды.
На восьмом этапе Кубка мира, который прошёл в норвежском Тронхейме, Светлана выступила только в спринтерской гонке, по решению тренеров пропустив пасьют и гонку с общего старта.
Слепцова стала двадцать первой, допустив один промах и проиграв занявшей первое место соотечественнице Ольге Зайцевой более минуты.
В спринте в рамках заключительного этапа Кубка мира, прошедшего в Ханты-Мансийске, Светлана стала 25-й, промахнувшись трижды и уступив победительнице, немке Тине Бахман более полутора минут. Гонку преследования Слепцова пропустила. В масс-старте она с семью промахами заняла 22-е место, проиграв немке Симоне Хаусвальд более трех с половиной минут.
Итогом сезона стало 12-е место в общем зачёте Кубка мира и 628 набранных очков.

### Сезон 2009/2010

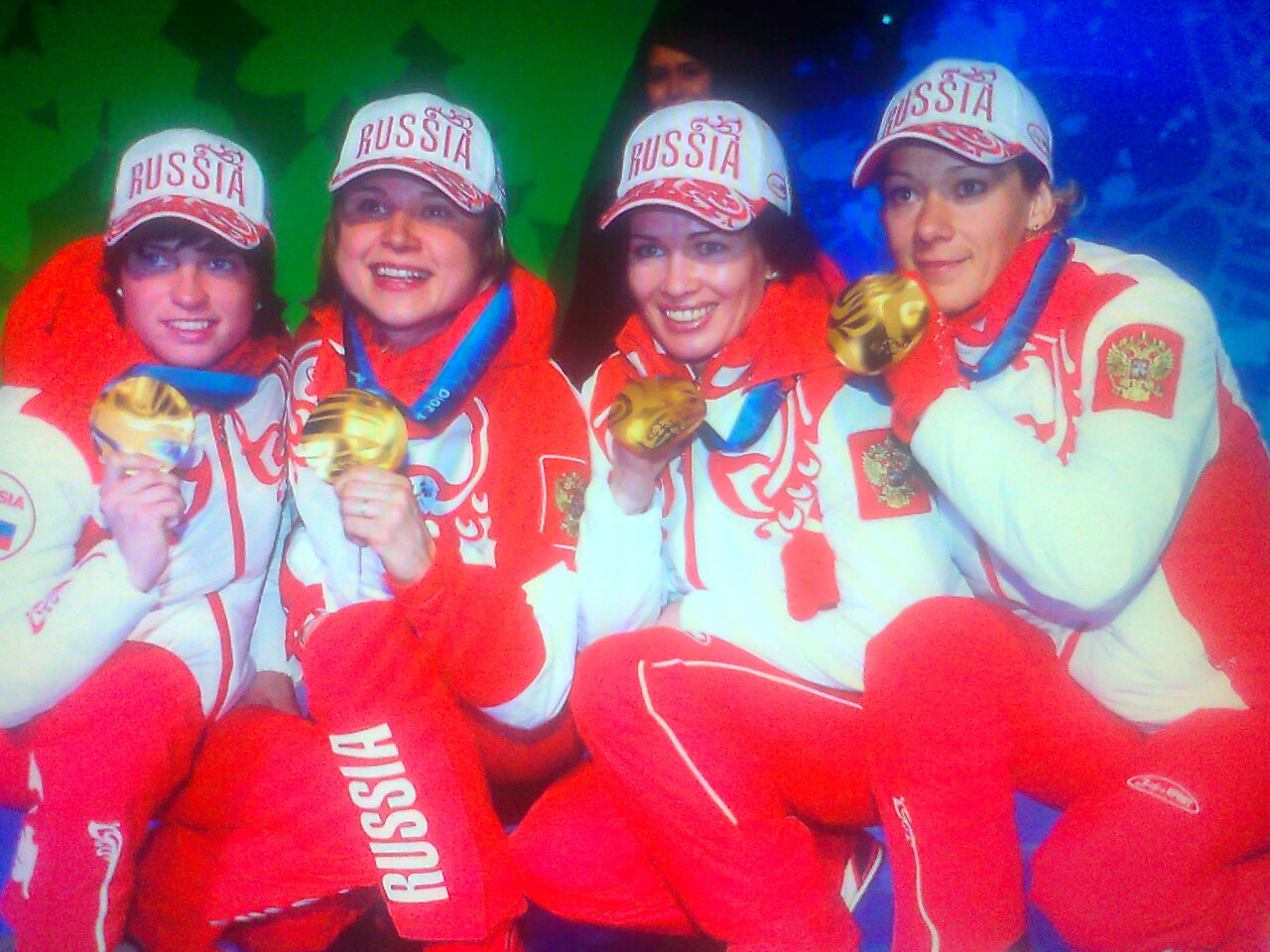
Олимпийские чемпионки в женской эстафете (2010): Слепцова, Богалий-Титовец, Медведцева, Зайцева

В индивидуальной гонке в шведском Эстерсунде, открывавшей новый сезон розыгрыша Кубка мира, Светлана заняла 4-ю позицию, с двумя промахами уступив победительнице, шведке Хелене Юнссон, минуту и 29 секунд.
В спринте она стала 16-й, так же дважды не закрыв мишень, и проиграла норвежке Туре Бергер минуту и 3 секунды. В эстафете (Слепцова, Булыгина, Зайцева, Медведцева) она на своем этапе использовала два дополнительных патрона, придя к финишу четвёртой, уступив лидерам — сборной Германии 15 секунд. В итоговом протоколе сборная России расположилась на второй позиции, уступив сохранившим лидерство немкам.
В спринтерской гонке, прошедшей на втором этапе Кубка мира в австрийском Хохфильцене, спортсменка с 2 промахами заняла 11-е место, отстав от занявшей первую позицию шведки Анны Карин Зидек на 1 минуту и 20 секунд. В пасьюте она, вновь допустив 2 промаха, поднялась на 2-ю позицию, уступив победительнице, шведке Хелене Юнссон, 31,7 секунды. В эстафете (Слепцова, Булыгина, Романова, Зайцева) Светлана на своем этапе использовала три дополнительных патрона и пришла к финишу первой, опередив ближайших преследовательниц — сборную Словении на 5,2 секунды. Сборная России сохранила лидерство и в итоговом протоколе.
На третьем этапе Кубка мира, прошедшем в словенской Поклюке, Слепцова приняла участие в двух гонках из трех — спринте и преследовании, победив в обеих гонках. В спринте она опередила свою ближайшую преследовательницу, соотечественницу Анну Богалий-Титовец, на 43,4 секунды, а в гонке преследования — немку Магдалену Нойнер на 36,3 секунды, промахнувшись дважды.
На этапе, прошедшем в Оберхофе, в эстафете (Богалий-Титовец, Булыгина, Медведцева, Слепцова) Светлана выступила на четвёртом этапе. В спринте с одним промахом стала пятой, проиграв немке Симоне Хаусвальд 48,6 секунды. В масс-старте с 6 промахами заняла 16-е место, уступив победительнице, немке Андреа Хенкель, более 2 минут.
На этапе в Рупольдинге Слепцова выступила только в спринте (21-е место, 2 промаха), на финише которого у неё случились судороги от перенапряжения. После этого тренерский штаб решил не заявлять спортсменку на оставшиеся гонки этапа.
На шестом этапе Кубка мира, прошедшем в итальянском Антхольце, выступила в спринте и пасьюте. В спринтерской гонке заняла 36-е место, допустив 3 промаха и уступив победительнице, немке Магдалене Нойнер, свыше 2 минут. В гонке преследования поднялась на 7 позиций, с 5 промахами уступив победительнице, немке Андреа Хенкель, почти 4 минуты.
В спринте на Олимпиаде-2010 заняла 13-е место, отстреляв без промахов и уступив победительнице, словачке Анастасии Кузьминой 47,5 секунд. В пасьюте — 18-е место с 3 промахами, отставание от ставшей первой немки Магдалены Нойнер — 1 минута и 50 секунд. В масс-старте стала 14-й, промахнувшись трижды и уступив вновь ставшей первой Нойнер 1 минуту и 3 секунды. В эстафете (Слепцова, Богалий-Титовец, Медведцева, Зайцева) стала олимпийской чемпионкой. К финишу своего этапа пришла второй, с отставанием от лидера в 1,8 секунды.
Этап Кубка мира в финском Контиолахти полностью пропустила из-за болезни.

### Сезон 2012/2013
В межсезонье Слепцова перенесла операцию на колене, из-за чего поздно приступила к тренировкам. Проблемы с восстановлением после травмы (также кроме недостаточной физической готовности в качестве причин неудачных выступлений назывались психологическое состояние спортсменки и ошибки в подготовке) крайне негативно отразились на результатах — в двух гонках на трех декабрьских этапах Кубка мира Слепцова последовательно обновляла личный антирекорд (72-е место в Эстерсунде и 83-е в Поклюке), после чего выступала на второстепенных соревнованиях.
Затем, пропустив несколько этапов Кубка мира, она выступала на предолимпийской неделе в Сочи. Но и там результата не показала, заняв 23-е место в индивидуальной гонке, 60-е место в спринте и попав в эстафету, Слепцова после финиша своего первого этапа не могла встать и в итоге её унесли на носилках в медпункт.
Было понятно, что у Слепцовой большие проблемы с выносливостью.
По итогам сезона Слепцова заняла худшее в своей карьере 78 место в общем зачёте, набрав всего 18 очков.

### Сезон 2013/2014
В сезоне 2013/2014 годов Светлана Слепцова выступила на 3-м этапе Кубка мира по биатлону в Анси в женской эстафете 4x6 км. Она бежала на первом этапе, допустила три промаха (два на лёжке и один на стойке) и передала эстафету лишь на 15-й позиции. Российская команда в итоге заняла 6-е место.

### Сезон 2015/2016
В сезоне 2015/2016 годов Светлана Слепцова выступила на последнем этапе  Кубка мира по биатлону в Ханты-Мансийске в спринтерской гонке. Допустив 2 промаха, она заняла 67 место.

### Сезон 2016/2017
27 ноября 2016 года — в одиночной смешанной эстафете (проходившей в рамках 1-го этапа Кубка мира 2016—2017) в шведском Эстерсунде в паре с Антоном Бабиковым, показали 8-й результат. Они проиграли победителям, французам Мари Дорен-Абер и Мартену Фуркаду две минуты, допустив при этом девять промахов и пробежав один штрафной круг. В индивидуальной гонке заняла 32 позицию отстав от занявшей первое место немки Лауры Дальмайер на 5 минут и 17 секунд и допустив при этом 5 промахов.
В спринтерской гонке, заняла 63 место. Отстала от победительницы, француженки Мари Дорен-Абер, на две минуты и 40 секунд, допустив два промаха.
В спринте, прошедшем на следующем этапе Кубка мира в словенской Поклюке заняла 55-е место, попав впервые за 4 года в гонку преследования. Допустила 2 промаха, от ставшей первой Дальмайер отстала на 2 минуты и 10 секунд. В гонке преследования поднялась на 17 позиций, отстав от занявшей первую позицию немецкой спортсменки Лауры Дальмайер более чем на 2 минуты и допустив 1 неточный выстрел.
11 декабря 2016 года Светлана выступила в эстафете на этапах Кубка мира. Она выступала на третьем этапе, на огневых рубежах потратила четыре дополнительных патрона и уступила лидерам этапа — сборной Германии — 1 минуту и 44 секунды, передав эстафету седьмой. Сборная России (Подчуфарова, Акимова, Слепцова, Загоруйко) в конечном счете осталась на шестом месте, уступив сохранившим лидерство немкам.
В спринте, прошедшем в рамках третьего этапа Кубка мира в Нове-Место, с двумя промахами заняла 47-е место, проиграв Акимовой, ставшей первой в этой гонке, 1 минуту и 38 секунд. В гонке преследования поднялась на 11 позиций, отстав от занявшей первую позицию французской спортсменки Анаис Шевалье более чем на 3 минуты и допустив 3 неточных выстрела.

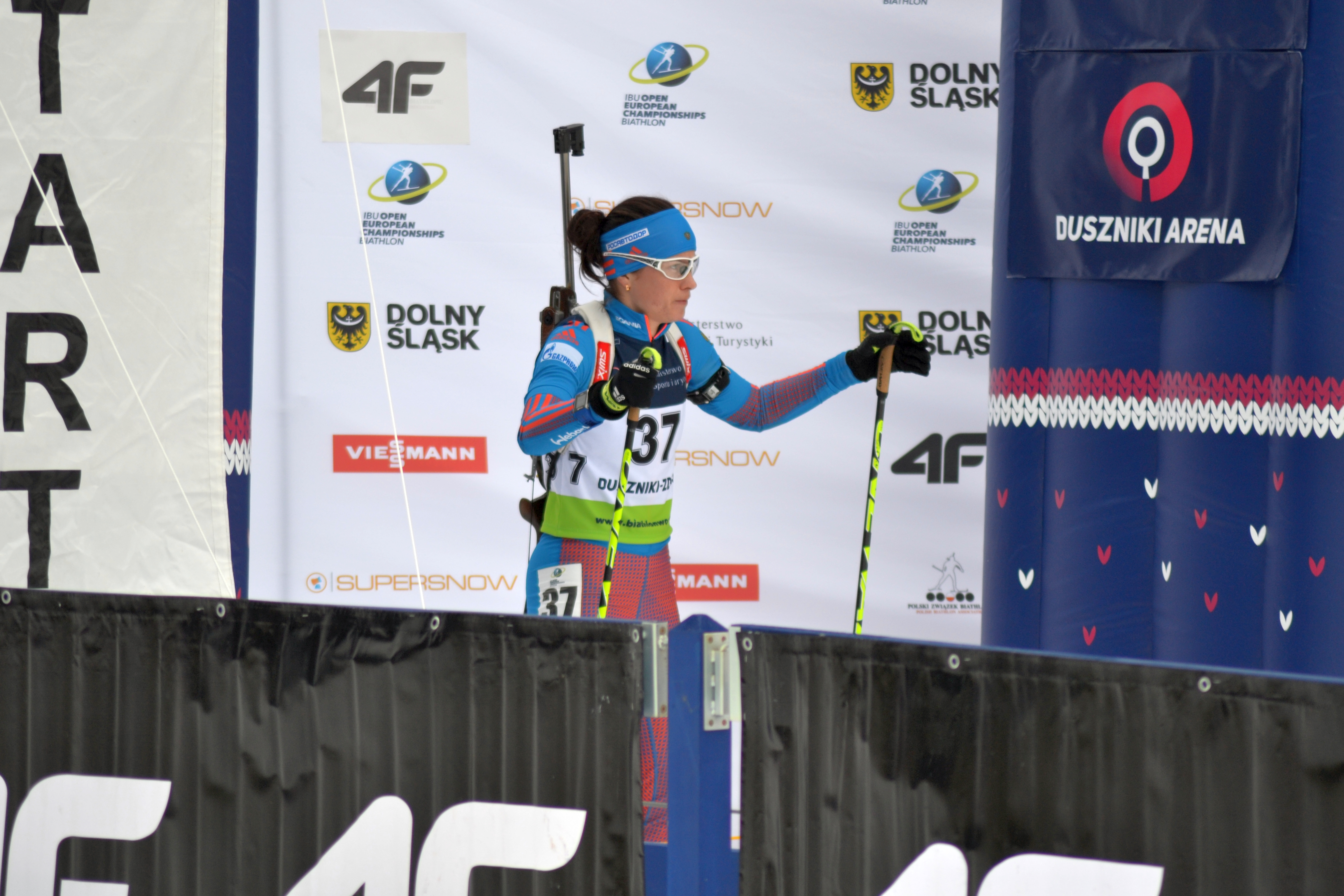

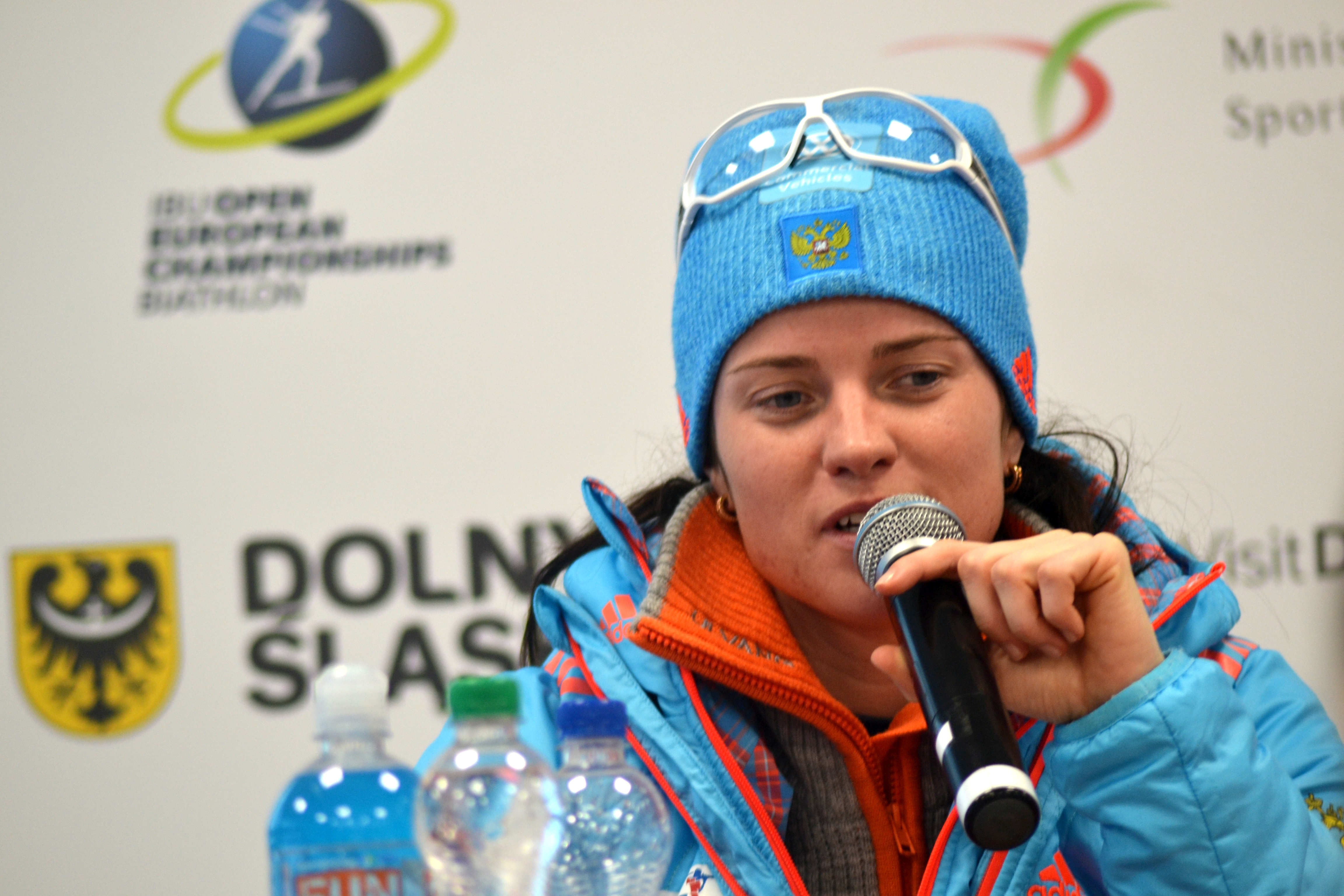

В индивидуальной гонке, прошедшей на чемпионате Европы в Душники-Здруй, с одним промахом заняла 2-е место, проиграв Старых, ставшей первой в этой гонке, 1 минуты и 3 секунды. В спринте заняла также 2-ю позицию, отстав от занявшей первое место Юлии Джимы почти на 30 секунд и отстреляв на ноль. В гонке преследования, Светлана заняла третье место, допустив 1 промах и отстав от ставшей первой россиянки Ирины Старых на 32 секунды. В смешанной эстафете она выступила на втором этапе, использовала 1 дополнительный патрон и первой пришла к финишу своего этапа, опередив ближайших преследовательниц — шведок — на 30 секунд. Сборная России (Старых, Слепцова, Волков, Логинов ) завоевала золото.
В спринте на чемпионате мира, прошедшем в австрийском Хохфильцене, Светлана, допустив промах, заняла 33-е место, отстав от поднявшейся на верхнюю ступень пьедестала почета чешки Габриэлы Коукаловой на 1 минуту и 39 секунд. В гонке преследования Светлана с двумя промахами поднялась на 24 позицию, проиграв победительнице, немке Лауре Дальмайер 1 минуту и 50,6 секунды. В индивидуальной гонке, Светлана, допустив пять промахов, заняла 71-е место, отстав от поднявшейся на верхнюю ступень пьедестала почета немки Лауры Дальмайер на 7 минут и 53 секунды. Сборная России (Подчуфарова, Слепцова, Старых, Акимова) по итогам гонки заняла десятое место, уступив лидерам — сборной Германии.
В спринте на 7-м этапе Кубка мира, проходившем в корейском Пхёнчхане, Светлана заняла 66-е место, допустив 2 промаха и отстав от лидера, немки Лауры Дальмайер на 3 минуты.
Завершила карьеру после летнего чемпионата мира по биатлону 2017, выиграв 3 золотые медали в смешанной эстафете, спринте и гонке преследования.

### Юниорские и молодёжные достижения
| Год  | Место проведения | Возраст | Инд | Спр | Пр | Эст |
| 2004 | ЧМ Оте-Морьен    | U19     | 11  | 42  | 16 | 4   |
| 2005 | ЧМ Контиолахти   | U19     | 1   | 7   | 2  | 3   |
| 2006 | ЧМ Преск-Айл     | U21     | 6   | 18  | 14 | 3   |
| 2006 | КЕ Обертиллиах   | U21     | -   | 9   | 2  | -   |
| 2007 | ЧМ Валь-Мартелло | U21     | 5   | 1   | 1  | 4   |
| 2007 | ЧЕ Банско        | U21     | 3   | 1   | 2  | 1   |

## Результаты выступлений на Кубке мира
| 2016/17 Итоги | 2016/17 Итоги | Эстерсунд | Эстерсунд | Эстерсунд | Эстерсунд | Эстерсунд | Поклюка | Поклюка | Поклюка | Нове-Место | Нове-Место | Нове-Место | Оберхоф | Оберхоф | Оберхоф | Рупольдинг | Рупольдинг | Рупольдинг | Антхольц | Антхольц | Антхольц | ЧМ Хохфильцен | ЧМ Хохфильцен | ЧМ Хохфильцен | ЧМ Хохфильцен | ЧМ Хохфильцен | ЧМ Хохфильцен | Пхёнчхан | Пхёнчхан | Пхёнчхан | Контиолахти | Контиолахти | Контиолахти | Контиолахти | Хольменколлен | Хольменколлен | Хольменколлен |
| Очков         | Место         | Сусм      | См        | Инд       | Спр       | Пр        | Спр     | Пр      | Эст     | Спр        | Пр         | МС         | Спр     | Пр      | МС      | Эст        | Спр        | Пр         | Инд      | МС       | Эст      | См            | Спр           | Пр            | Инд           | Эст           | МС            | Спр      | Пр       | Эст      | Спр         | Пр          | Сусм        | См          | Спр           | Пр            | МС            |
| 42            | 72            | 8         | —         | 32        | 63        | —         | 55      | 38      | 6       | 47         | 36         | —          | —       | —       | —       | —          | —          | —          | —        | —        | —        | —             | 33            | 24            | 71            | 10            | —             | 66       | —        | —        | —           | —           | —           | —           | —             | —             | —             |

| 2015/16 Итоги | 2015/16 Итоги | Эстерсунд | Эстерсунд | Эстерсунд | Эстерсунд | Эстерсунд | Хохфильцен | Хохфильцен | Хохфильцен | Поклюка | Поклюка | Поклюка | Рупольдинг | Рупольдинг | Рупольдинг | Рупольдинг | Рупольдинг | Рупольдинг | Антхольц | Антхольц | Антхольц | Канмор | Канмор | Канмор | Канмор | Преск-Айл | Преск-Айл | Преск-Айл | ЧМ Хольменколлен | ЧМ Хольменколлен | ЧМ Хольменколлен | ЧМ Хольменколлен | ЧМ Хольменколлен | ЧМ Хольменколлен | Ханты-Мансийск | Ханты-Мансийск | Ханты-Мансийск |
| Очков         | Место         | Сусм      | См        | Инд       | Спр       | Пр        | Спр        | Пр         | Эст        | Спр     | Пр      | МС      | Спр        | Пр         | МС         | Инд        | Эст        | МС         | Спр      | Пр       | Эст      | Спр    | МС     | Сусм   | См     | Спр       | Пр        | Эст       | См               | Спр              | Пр               | Инд              | Эст              | МС               | Спр            | Пр             | МС             |
| —             | —             | —         | —         | —         | —         | —         | —          | —          | —          | —       | —       | —       | —          | —          | —          | —          | —          | —          | —        | —        | —        | —      | —      | —      | —      | —         | —         | —         | —                | —                | —                | —                | —                | —                | 67             | —              | отм            |

| 2013/14 Итоги | 2013/14 Итоги | Эстерсунд | Эстерсунд | Эстерсунд | Эстерсунд | Хохфильцен | Хохфильцен | Хохфильцен | Анси | Анси | Анси | Оберхоф | Оберхоф | Оберхоф | Рупольдинг | Рупольдинг | Рупольдинг | Антхольц | Антхольц | Антхольц | Зимние Олимпийские Игры | Зимние Олимпийские Игры | Зимние Олимпийские Игры | Зимние Олимпийские Игры | Зимние Олимпийские Игры | Зимние Олимпийские Игры | Поклюка | Поклюка | Поклюка | Контиолахти | Контиолахти | Контиолахти | Хольменколлен | Хольменколлен | Хольменколлен |
| Очков         | Место         | См        | Инд       | Спр       | Пр        | Спр        | Эст        | Пр         | Эст  | Спр  | Пр   | Спр     | Пр      | МС      | Эст        | Инд        | Пр         | Спр      | Пр       | Эст      | См                      | Спр                     | Пр                      | Инд                     | Эст                     | МС                      | Спр     | Пр      | МС      | Спр         | Спр         | Пр          | Спр           | Пр            | МС            |
| —             | —             | —         | —         | —         | —         | —          | —          | —          | 6    | —    | —    | —       | —       | —       | —          | —          | —          | —        | —        | —        | —                       | —                       | —                       | —                       | —                       | —                       | —       | —       | —       | —           | —           | —           | —             | —             | —             |

| 2012/13 Итоги | 2012/13 Итоги | Эстерсунд | Эстерсунд | Эстерсунд | Эстерсунд | Хохфильцен | Хохфильцен | Хохфильцен | Поклюка | Поклюка | Поклюка | Оберхоф | Оберхоф | Оберхоф | Рупольдинг | Рупольдинг | Рупольдинг | Антхольц | Антхольц | Антхольц | ЧМ Нове-Место | ЧМ Нове-Место | ЧМ Нове-Место | ЧМ Нове-Место | ЧМ Нове-Место | ЧМ Нове-Место | Хольменколлен | Хольменколлен | Хольменколлен | Сочи | Сочи | Сочи | Ханты-Мансийск | Ханты-Мансийск | Ханты-Мансийск |
| Очков         | Место         | См        | Инд       | Спр       | Пр        | Спр        | Пр         | Эст        | Спр     | Пр      | МС      | Эст     | Спр     | Пр      | Эст        | Спр        | МС         | Спр      | Пр       | Эст      | См            | Спр           | Пр            | Инд           | Эст           | МС            | Спр           | Пр            | МС            | Инд  | Спр  | Эст  | Спр            | Пр             | МС             |
| 18            | 78            | —         | —         | 72        | —         | —          | —          | —          | 83      | —       | —       | —       | —       | —       | —          | —          | —          | —        | —        | —        | —             | —             | —             | —             | —             | —             | —             | —             | —             | 23   | 60   | 6    | —              | —              | —              |

| 2011/12 Итоги | 2011/12 Итоги | Эстерсунд | Эстерсунд | Эстерсунд | Хохфильцен | Хохфильцен | Хохфильцен | Хохфильцен | Хохфильцен | Хохфильцен | Оберхоф | Оберхоф | Оберхоф | Нове-Место | Нове-Место | Нове-Место | Антхольц | Антхольц | Антхольц | Хольменколлен | Хольменколлен | Хольменколлен | Контиолахти | Контиолахти | Контиолахти | ЧМ Рупольдинг | ЧМ Рупольдинг | ЧМ Рупольдинг | ЧМ Рупольдинг | ЧМ Рупольдинг | ЧМ Рупольдинг | Ханты-Мансийск | Ханты-Мансийск | Ханты-Мансийск |
| Очков         | Место         | Инд       | Спр       | Пр        | Спр        | Пр         | Эст        | Спр        | Пр         | См         | Эст     | Спр     | МС      | Инд        | Спр        | Пр         | Спр      | МС       | Эст      | Спр           | Пр            | МС            | Спр         | Пр          | См          | См            | Спр           | Пр            | Инд           | Эст           | МС            | Спр            | Пр             | МС             |
| 511           | 16            | 65        | 9         | 5         | 36         | 18         | 3          | 27         | 25         | —          | 1       | 13      | 16      | 12         | 24         | 12         | 10       | 5        | 3        | 70            | —             | 27            | —           | —           | —           | —             | 7             | 16            | 7             | 7             | 24            | 31             | 17             | 21             |

| 2010/11 Итоги | 2010/11 Итоги | Эстерсунд | Эстерсунд | Эстерсунд | Хохфильцен | Хохфильцен | Хохфильцен | Поклюка | Поклюка | Поклюка | Оберхоф | Оберхоф | Оберхоф | Рупольдинг | Рупольдинг | Рупольдинг | Антхольц | Антхольц | Антхольц | Преск-Айл | Преск-Айл | Преск-Айл | Форт-Кент | Форт-Кент | Форт-Кент | ЧМ Ханты-Мансийск | ЧМ Ханты-Мансийск | ЧМ Ханты-Мансийск | ЧМ Ханты-Мансийск | ЧМ Ханты-Мансийск | ЧМ Ханты-Мансийск | Хольменколлен | Хольменколлен | Хольменколлен |
| Очков         | Место         | Инд       | Спр       | Пр        | Спр        | Пр         | Эст        | Инд     | Спр     | См      | Эст     | Спр     | МС      | Инд        | Спр        | Пр         | Спр      | МС       | Эст      | Спр       | См        | Пр        | Спр       | Пр        | МС        | См                | Спр               | Пр                | Инд               | Эст               | МС                | Спр           | Пр            | МС            |
| 516           | 18            | 8         | 14        | 7         | 48         | 20         | 4          | 10      | 23      | 4       | —       | 30      | 3       | 6          | 18         | 10         | 43       | 9        | 1        | 10        | 3         | 15        | 45        | —         | 24        | 6                 | —                 | —                 | —                 | 9                 | —                 | 21            | 9             | 5             |

| 2009/10 Итоги | 2009/10 Итоги | Эстерсунд | Эстерсунд | Эстерсунд | Хохфильцен | Хохфильцен | Хохфильцен | Поклюка | Поклюка | Поклюка | Оберхоф | Оберхоф | Оберхоф | Рупольдинг | Рупольдинг | Рупольдинг | Антхольц | Антхольц | Антхольц | ОИ Ванкувер | ОИ Ванкувер | ОИ Ванкувер | ОИ Ванкувер | ОИ Ванкувер | Контиолахти | Контиолахти | Контиолахти | Хольменколлен | Хольменколлен | Хольменколлен | Ханты-Мансийск | Ханты-Мансийск | Ханты-Мансийск |
| Очков         | Место         | Инд       | Спр       | Эст       | Спр        | Пр         | Эст        | Инд     | Спр     | Пр      | Эст     | Спр     | МС      | Спр        | Эст        | МС         | Инд      | Спр      | Пр       | Спр         | Пр          | Инд         | МС          | Эст         | См          | Сп          | Пр          | Спр           | Пр            | МС            | Спр            | Мс             | См             |
| 572           | 11            | 4         | 16        | 2         | 11         | 2          | 1          | —       | 1       | 1       | 1       | 5       | 16      | 21         | —          | —          | —        | 36       | 29       | 13          | 18          | —           | 14          | 1           | —           | DNS         | —           | 7             | 10            | 26            | 29             | 15             | —              |

| 2008/09 Итоги | 2008/09 Итоги | Эстерсунд | Эстерсунд | Эстерсунд | Хохфильцен | Хохфильцен | Хохфильцен | Хохфильцен | Хохфильцен | Хохфильцен | Оберхоф | Оберхоф | Оберхоф | Рупольдинг | Рупольдинг | Рупольдинг | Антхольц | Антхольц | Антхольц | ЧМ Пхёнчхан | ЧМ Пхёнчхан | ЧМ Пхёнчхан | ЧМ Пхёнчхан | ЧМ Пхёнчхан | ЧМ Пхёнчхан | Уистлер | Уистлер | Уистлер | Тронхейм | Тронхейм | Тронхейм | Ханты-Мансийск | Ханты-Мансийск | Ханты-Мансийск |
| Очков         | Место         | Инд       | Спр       | Пр        | Спр        | Пр         | Эст        | Инд        | Спр        | Эст        | Эст     | Спр     | МС      | Эст        | Спр        | Пр         | Спр      | Пр       | МС       | Спр         | Пр          | Инд         | См          | МС          | Эст         | Инд     | Сп      | Эст     | Спр      | Пр       | МС       | Спр            | Пр             | МС             |
| 628           | 12            | 15        | 5         | 2         | 2          | 2          | DSQ        | 2          | 1          | DSQ        | DSQ     | 7       | 5       | —          | 5          | 4          | DNS      | —        | —        | 36          | 28          | —           | 5           | 18          | 1           | 25      | 23      | 3       | 21       | DNS      | —        | 25             | DNS            | 22             |

| 2007/08 Итоги | 2007/08 Итоги | Контиолахти | Контиолахти | Контиолахти | Хохфильцен | Хохфильцен | Хохфильцен | Поклюка | Поклюка | Поклюка | Оберхоф | Оберхоф | Оберхоф | Рупольдинг | Рупольдинг | Рупольдинг | Антхольц | Антхольц | Антхольц | ЧМ Эстерсунд | ЧМ Эстерсунд | ЧМ Эстерсунд | ЧМ Эстерсунд | ЧМ Эстерсунд | ЧМ Эстерсунд | Пхёнчхан | Пхёнчхан | Пхёнчхан | Ханты-Мансийск | Ханты-Мансийск | Ханты-Мансийск | Хольменколлен | Хольменколлен | Хольменколлен |
| Очков         | Место         | Инд         | Спр         | Пр          | Спр        | Пр         | Эст        | Инд     | Спр     | Эст     | Эст     | Спр     | МС      | Эст        | Спр        | Пр         | Спр      | Пр       | МС       | Спр          | Пр           | См           | Инд          | МС           | Эст          | Спр      | Пр       | См       | Спр            | Пр             | МС             | Спр           | Пр            | МС            |
| 578           | 8             | 9           | 15          | 9           | 7          | 27         | 2          | —       | 10      | 2       | 3       | 2       | —       | 3          | 1          | 10         | 3        | 2        | 18       | 6            | 8            | 3            | —            | 17           | 4            | —        | —        | —        | 34             | DNS            | 3              | 1             | 1             | —             |

| 2006/07 Итоги | 2006/07 Итоги | Эстерсунд | Эстерсунд | Эстерсунд | Хохфильцен | Хохфильцен | Хохфильцен | Хохфильцен | Хохфильцен | Хохфильцен | Оберхоф | Оберхоф | Оберхоф | Рупольдинг | Рупольдинг | Рупольдинг | Поклюка | Поклюка | Поклюка | ЧМ Антхольц | ЧМ Антхольц | ЧМ Антхольц | ЧМ Антхольц | ЧМ Антхольц | ЧМ Антхольц | Лахти | Лахти | Лахти | Хольменколлен | Хольменколлен | Хольменколлен | Ханты-Мансийск | Ханты-Мансийск | Ханты-Мансийск |
| Очков         | Место         | Инд       | Спр       | Пр        | Спр        | Пр         | Эст        | Спр        | Спр        | Эст        | Эст     | Спр     | Пр      | Эст        | Спр        | МС         | Спр     | Пр      | МС      | Спр         | Пр          | Инд         | См          | Эст         | МС          | Инд   | Спр   | Пр    | Спр           | Пр            | МС            | Спр            | Пр             | МС             |
| 45            | 55            | —         | —         | —         | —          | —          | —          | —          | —          | —          | —       | —       | —       | —          | —          | —          | 35      | 43      | —       | —           | —           | —           | —           | —           | —           | —     | =33   | 20    | 29            | 19            | —             | 26             | 16             | —              |

### Итоговое положение в зачёте индивидуальных дисциплин
| Дисциплина           | 2006/07 | 2007/08 | 2008/09  | 2009/10  | 2010/11  | 2011/12  | 2012/13 | 2016/17 |
| -------------------- | ------- | ------- | -------- | -------- | -------- | -------- | ------- | ------- |
| Индивидуальная гонка | —       | 26 (28) | 12 (94)  | 33 (43)  | 13 (103) | 16 (65)  | 44 (18) | 61 (9)  |
| Спринт               | 61 (7)  | 5 (297) | 8 (289)  | 10 (256) | 27 (130) | 17 (173) | — (0)   | 78 (8)  |
| Преследование        | 34 (38) | 8 (184) | 11 (164) | 8 (180)  | 16 (146) | 17 (157) | —       | 62 (25) |
| Масс-старт           | —       | 18 (70) | 22 (81)  | 22 (93)  | 10 (137) | 15 (116) | —       | —       |
| Общий зачёт          | 55 (45) | 8 (579) | 12 (628) | 11 (572) | 18 (516) | 16 (511) | 78 (18) | 72 (42) |

### Статистика стрельбы
| Сезон          | 2006/07 | 2007/08 | 2008/09 | 2009/10 | 2010/11 | 2011/12 | 2012/13 | 2016/17 |
| -------------- | ------- | ------- | ------- | ------- | ------- | ------- | ------- | ------- |
| Положение лежа | 86 %    | 90 %    | 86 %    | 84 %    | 84 %    | 84 %    | 89 %    | 86 %    |
| Положение стоя | 75 %    | 81 %    | 72 %    | 83 %    | 81 %    | 81 %    | 74 %    | 77 %    |
| Общая точность | 80 %    | 86 %    | 79 %    | 83 %    | 83 %    | 82 %    | 82 %    | 82 %    |

## Дисквалификация
11 феврале 2020 года Международный союз биатлонистов (IBU) признал Светлану Слепцову виновной в нарушении антидопинговых правил. Спортсменка дисквалифицирована на два года. Все результаты биатлонистки с 22 марта 2013 года по конец сезона-2013/14 аннулированы. Слепцова признана виновной в нарушении п. 2.2 Антидопинговых правил за использование остарина.

## Личные тренеры
- Первый тренер (1996—2000) — Александр Корчак
- 2000—2006 — Михаил Новиков
- 2006—н. в. — Валерий Захаров

## Награды и звания

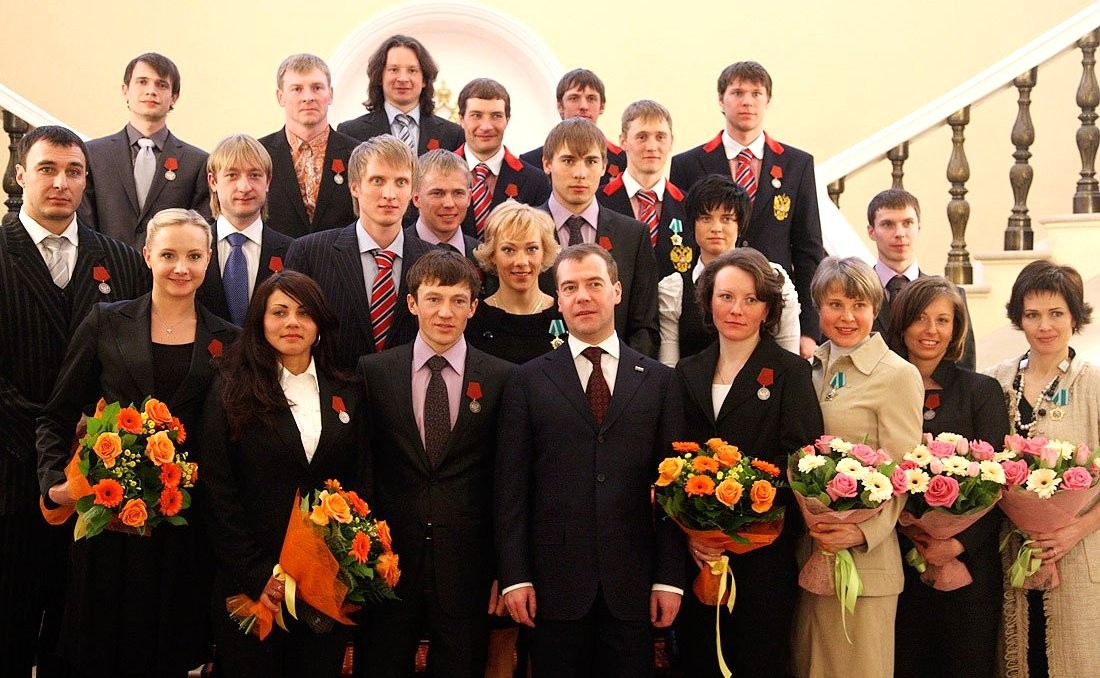
15 марта 2010

- 10 января 2009 года стала лауреатом ежегодной премии Biathlon-Award в номинации «Лучший новичок 2008 года»[134];
- Заслуженный мастер спорта России (25 сентября 2009 года)[135];
- Знак «За заслуги перед округом» (4 марта 2010 года)[136];
- Орден Дружбы (5 марта 2010 года) — за большой вклад в развитие физической культуры и спорта, высокие спортивные достижения на Играх XXI Олимпиады 2010 года в Ванкувере[137];
- 4 сентября 2012 года удостоена звания «Почетный житель города Ханты-Мансийска» за высокие спортивные достижения и заслуги в области спорта[138].